# Зал Народу

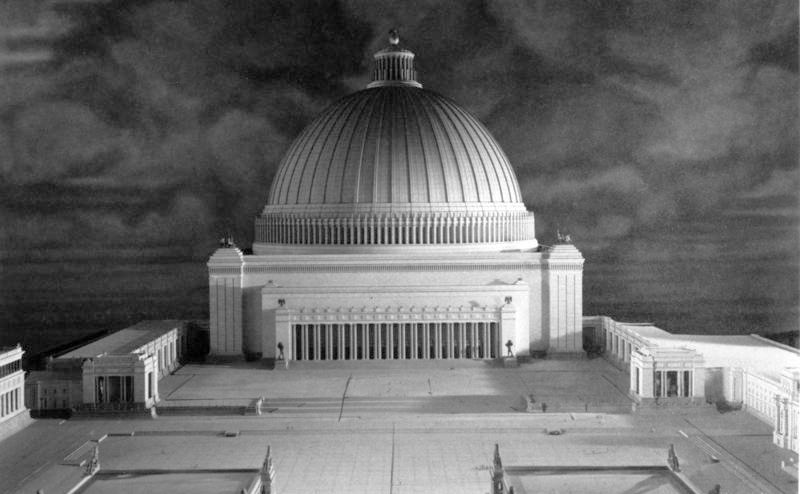
Макет 1939 року.

Зал Народу (нім. Volkshalle), також Зал Слави, Великий Зал — створений Альбертом Шпеером за вказівкою Адольфа Гітлера архітектурний проєкт, призначений для планованої на повоєнний час реконструкції нової столиці Третього Рейху Німеччини.
Надоб'ємна надвисотна мегаспоруда мала служити свідченням могутності Німецької держави і її перевагам над іншими націями. Внутрішнє приміщення Залу мало стати культовим центром і залом проведення конгресів, що вміщує від 150 тисяч до 180 тисяч осіб.
Будівлю планувалося звести на півночі Берліна, на одному зі згинів Шпреє. Одним зі зразків, що вплинули на архітектуру Залу, вважається римський Пантеон, який Гітлер приватно відвідав у травні 1938 року. Перші начерки Залу, які належать фюреру, відносяться до 1925 року. У 1937 році, коли А. Шпееру було доручено перепланування Берліна в дусі архітектури епохи націонал-соціалізму, до проєкту Зали також були внесені зміни.
Вартість робіт зі створення Залу була оцінена Гітлером в 1 млрд рейхсмарок. Будівництво планувалося закінчити до 1950 року (як і інші споруди в новій столиці). Будівля мала споруджуватися з граніту та мармуру, за оцінкою фюрера, проіснувала б 10 000 років.
Фундамент мав у периметрі 315 × 315 метрів з глибиною в 74 метри. Висота всієї споруди мав складати 320 метрів. Купол, обсяг якого в 17 разів перевищував такий у Соборі Святого Петра в Римі, повинен був стати (зі значним відривом) найбільшим у світі. Вінчати купол повинен був німецький орел, що тримає в пазурах земну кулю. До будівлі з північного заходу примикав найбільший у світі водний басейн площею 1200 × 400 метрів.